# Колосов, Алексей Михайлович
Алексе́й Миха́йлович Ко́лосов (18 марта 1911, Михайловское — 27 декабря 1990, Москва) — выдающийся советский учёный в области зоологии и охотоведения, доктор биологических наук, профессор, заслуженный деятель науки РСФСР, общественный деятель, ректор ВСХИЗО (1966—1971).
Более 20 лет возглавлял специализированный совет по защите кандидатских и докторских диссертаций, являлся экспертом ВАКа, членом ученого совета Главохоты РСФСР, в течение 15 лет был председателем государственной экзаменационной комиссии биологического факультета в Московском государственном университете имени М. В. Ломоносова, членом Московского областного общества «Знание».
Многие годы входил в состав редколлегии журнала «Охота и охотничье хозяйство». Автор и главный редактор первого издания «Красной книги РСФСР».

## Биография
Алексей Михайлович Колосов родился в селе Михайловское Московской губернии 11 марта 1911 года в семье земского врача.
1 октября 1928 года поступил на зоологическое отделение Московского государственного университета имени М. В. Ломоносова.
Окончил МГУ 1 октября 1932 года с присвоением квалификации «научного работника 2 разряда в области биологии позвоночных и преподавателя ВУЗа и ВТУЗа».
С 1932 по 1935 работал в качестве научного сотрудника в Центральной лаборатории биологии.
В 1935 году поступил в аспирантуру МГУ, которую окончил в 1938 году, успешно защитил кандидатскую диссертацию и получил степень кандидата биологических наук.
В 1937-1939 годах работал ассистентом на кафедре зоотехнии в Московском пушно-меховом институте (МПМИ).
В 1939 году был призван в РККА и служил вплоть до 1945 года, пройдя всю Великую Отечественную войну.
По окончании войны с 1946 по 1952 год работал доцентом на кафедре биотехнии Московского пушно-мехового института.
С 1947 по 1955 являлся деканом звероохотоведческого факультета МПМИ.
22 марта 1952 года Высшей аттестационной комиссией Министерства высшего образования СССР А. М. Колосову была присуждена ученая степень доктора биологических наук за диссертацию на закрытую тему.
В 1955 году в течение одного года являлся профессором кафедры биотехнии Московской ветеринарной академии имени К. И. Скрябина.
С 1955 по 1966 год работал в должности проректора Всесоюзного сельскохозяйственного института заочного образования (ВСХИЗО).
С 12 июля 1966 года Колосов А. М. был назначен ректором ВСХИЗО.
С 30 июня 1971 года и до самой смерти являлся заведующим кафедрой зоологии ВСХИЗО.
17-27 октября 1975 года А. М. Колосов принимал участие в работе XII Международного конгресса биологов-охотоведов, который состоялся в Португалии.
Умер 27 декабря 1990 года.

## Публикации
Профессор А. М. Колосов опубликовал более 100 печатных работ (в том числе, 20 учебных пособий, научных монографий и книг по охотоведению и зоологии).
- Распространение, биология и эпидемиологическое значение крыс на Дальнем востоке — Владивосток, 1945. —62 с.
- Биология зайца русака — М.: Изд-во Московского общества испытателей природы, 1947. — 104 с.
- Боровая дичь, её промысел и заготовка — М.: Изд-во Центросоюза, 1957. — 116 с.
- Грызуны-вредители сельского хозяйства — М.: Россельхозиздат, 1964. — 208 с.
- Биология промысловых зверей СССР —М.: Высшая школа, 1965. — 509 с.
- Биология промыслово-охотничьих птиц — М.: Высшая школа, 1975. — 320 с.
- Охрана и обогащение фауны СССР —М.: Лесная промышленность, 1975. — 278 с.
- Фауна Дальнего Востока и её охрана в зоне БАМа — М.: Россельхозиздат, 1978. — 240 с.
- Зоогеография Дальнего Востока — М.: Мысль, 1980. — 254 с.
- Красная книга РСФСР (животные) — М.: Россельхозиздат, 1983. — 454 с.
- Охрана животных России — М.: Советская Россия, 1989. — 216 с.

## Награды
А. М. Колосов награждён тремя орденами, 12 медалями и рядом нагрудных почетных знаков.
- орден Отечественной войны
- орден Трудового Красного Знамени
- орден «Знак Почёта»
- медаль «За победу над Германией в Великой Отечественной войне 1941-1945 гг.»